# 北会津町東麻生
北会津町東麻生（きたあいづまち ひがしあそう）は、福島県会津若松市の大字である。郵便番号は965-0134。

## 地理
会津若松市北西部の北会津地区（旧北会津郡北会津村域）に属する。北で北会津町中荒井、東から南にかけ北会津町柏原、西で北会津町西麻生、北西で北会津町寺堀とそれぞれ隣接する。概ね町村制施行以前の北会津郡伊和保村域のうち、旧東麻生村の流れを汲む地域である。北会津地区中部に位置し、東端を南北に福島県道72号会津坂下会津本郷線が縦断する。域内全域にわたり水田が広がり、北部の宮田に集落が位置する。北会津地区の他大字と同様に集落がある区画のほとんどは「字」以降を付けず大字に直接番地が続く住所表記がなされる。 

### 主な字
字
- 姥子作
- 上沢田
- 七ツヲサ
- 宮田

## 歴史
- 1875年8月12日 - 中荒井村、二日町村、東麻生村が統合され伊和保村が発足する。
- 1879年1月27日 - 伊和保村が福島県内における郡区町村制の施行により北会津郡の村となる。
- 1889年4月1日 - 町村制の施行により伊和保村が周辺4村と合併し舘ノ内村が発足する。旧伊和保村域は舘ノ内村大字伊和保となる。
- 1953年4月1日 - 舘ノ内村が荒井村と合併して荒舘村が発足し、荒舘村の大字となる。
- 1956年5月1日 - 荒舘村が川南村と合併して北会津村が発足し、北会津村の大字となる。
- 2004年11月1日 - 北会津村が会津若松市に編入され会津若松市の大字となるのに伴い、大字伊和保のうち字七ツヲサ丙、姥子作丙、宮田、上沢田が北会津町東麻生へと変更される。

## 世帯数と人口
2024年1月1日現在の世帯数と人口は以下の通りである。
| 大字           | 世帯数 | 人口 |
| -------------- | ------ | ---- |
| 北会津町東麻生 | 17世帯 | 42人 |

## 小・中学校の学区
市立小・中学校に通う場合、学区は以下の通りとなる。
| 番地 | 小学校                 | 中学校                   |
| ---- | ---------------------- | ------------------------ |
| 全域 | 会津若松市立荒舘小学校 | 会津若松市立北会津中学校 |

## 交通

### 道路
- 福島県道72号会津坂下会津本郷線

## 施設
- 東麻生公民館
- 多賀神社
- 東麻生農村公園
- 東麻生の種蒔き桜